# Ozero Kak (saltsjö i Kazakstan, lat 53,76, long 66,82)
Ozero Kak (kazakiska: Qaq Köli) är en saltsjö i Kazakstan.   Den ligger i oblystet Nordkazakstan, i den norra delen av landet, 400 km nordväst om huvudstaden Astana. Arean är 42 kvadratkilometer.